# Città di notte (romanzo)
(John Rechy, Città di Notte)
Città di notte, pubblicato inizialmente in Italia con il titolo Città della notte (City of Night) è il romanzo d'esordio dello scrittore statunitense John Rechy. Storia di viaggio e di formazione, Città di Notte narra le vicende di un ragazzo texano che decide di lasciare per sempre la città natale di El Paso e la cupa provincia del West, una madre amorevole e protettiva e un padre violento e collerico, per cercare la verità su se stesso e sul mondo.
Il libro (pubblicato per la prima volta nel 1963), best seller per diverse settimane, destò enorme scandalo (non solo in America), ma anche numerosi apprezzamenti da parte della stampa (su tutti il New York Times, che lo definì "un libro di assoluto valore") e di altri scrittori: entusiasta il commento di Christopher Isherwood, riportato nel retro di copertina dell'edizione italiana di Numeri, il secondo romanzo di Rechy, o di Larry McMurtry.
Nella primavera del 1980 (17 anni dopo la pubblicazione del romanzo) Rechy confessa di avere scritto City of Night quasi per caso: "Nacque come una lettera destinata a un amico. C'erano le mie esperienze personali come marchetta e tutto iniziò come una lettera. Non avevo mai pensato a questo come a un libro".
Da New York a Los Angeles, da San Francisco a Chicago, fino al grande carnevale di New Orleans (il Mardi Gras), il protagonista si procura di che vivere facendo la marchetta, in un gioco di incontri e ritratti altamente suggestivo. I ritratti che scandiscono la narrazione e che fissano un immaginario molto vario della vita notturna americana, si alternano a capitoli dal titolo "città di notte" in cui la narrazione segue le digressioni del narratore sull'amore, il sesso, la condizione omosessuale nell'America di inizio anni Sessanta.

## Edizioni
Città di Notte (City of Night, 1963) Rizzoli, 1964. Marco Tropea, 1996. Marco Tropea, 1999 ISBN 8843801988. Marco Tropea, 2008 ISBN 9788855800471.